# Сарсуела-дель-Пінар
Сарсуела-дель-Пінар (ісп. Zarzuela del Pinar) — муніципалітет в Іспанії, у складі автономної спільноти Кастилія-і-Леон, у провінції Сеговія. Населення — 522 особи (2010).
Муніципалітет розташований на відстані близько 100 км на північний захід від Мадрида, 35 км на північ від Сеговії.

## Демографія
Динаміка населення (INE ):